# 目黒光祐
目黒 光祐（めぐろ こうすけ、1954年1月31日 - ）は、日本の声優、舞台俳優。東京都出身。シグマ・セブン所属。

## 略歴
東京都立南葛飾高等学校卒業。
以前は目黒 裕二（めぐろ ゆうじ）や、目黒 裕一（めぐろ ゆういち）の芸名で活動していた。以前は東京芸術座、太陽プロモーション、大沢事務所に所属していた。

## 人物
- 劇団青芸[5]の創立メンバーだが、アニメでの初レギュラーでもある『超時空要塞マクロス』のカムジン・クラヴシェラ（劇場版ではカムジン03350）を演じて[8]以来、声の仕事を主に行う。
- 所属事務所の取締役である槇大輔の主催する「語座」に参加、朗読の世界で新境地を開く。
- 吹き替えではユン・ピョウ[3]やドン・チードルの吹き替えを持ち役にしている。
- 特技は殺陣、モダンダンス[7]。
- 資格は普通自動車免許、大型一種免許[4]。

## 出演
太字はメインキャラクター。

### テレビアニメ
1981年
- ダッシュ勝平（岡島）

1982年
- おちゃめ神物語コロコロポロン（アナウンサー）
- The♥かぼちゃワイン（秋山）
- 新みつばちマーヤの冒険（ムカデ、足長グモ）
- 太陽の牙ダグラム（テニスン軍曹）
- 超時空要塞マクロス（カムジン・クラヴシェラ）

1983年
- イタダキマン（ロバート）
- 機甲創世記モスピーダ（カメラマン、ダンサーの男A）
- 銀河疾風サスライガー（ゲリラリーダー）
- みゆき（野球部員）
- ピュア島の仲間たち

1984年
- 超時空騎団サザンクロス（アンジェイ・スラウスキー）
- 北斗の拳（1984年 - 1987年、南斗拳士、ジノム、拳士、戦士） - 2シリーズ
- 夢戦士ウイングマン（1984年 - 1985年、楠富〈2代目〉）

1985年
- おねがい!サミアどん（1985年 - 1986年）

1986年
- がんばれ!キッカーズ（大上コーチ）
- 機動戦士ガンダムΖΖ（ランス・ギーレン、ジュネ・コク）
- 聖闘士星矢（1986年 - 1988年、邪武）

1987年
- エスパー魔美（1987年 - 1989年、松本勇、ポジラ、春田、達彦、中島 他）
- シティーハンター（1987年 - 1989年、翔吾、探偵）
- 新メイプルタウン物語 パームタウン編（ジム、ロイ・スミス）
- ついでにとんちんかん（アナウンサー）
- プロゴルファー猿（研修生(1)、蛭田）

1988年
- 美味しんぼ（楊紅竜、精次、網浜半吉、房華清）

1989年
- おぼっちゃまくん（良）
- 魔動王グランゾート（ロジン、ノコギラン）
- YAWARA!（1989年 - 1990年、佐々木、男A、ゴルフ部部長、クニヒコ）

1990年
- それいけ!アンパンマン（とうだいまん、おりがみまん〈初代〉）
- 八百八町表裏 化粧師（政吉）
- 笑ゥせぇるすまん（耳津邦夫）

1991年
- 新世紀GPXサイバーフォーミュラ（菅生幸二郎〈17才〉）
- 横山光輝 三国志（1991年 - 1992年、夏侯惇）

1992年
- 宇宙の騎士テッカマンブレード（ハンス）

1993年
- 南国少年パプワくん（サービス）

1994年
- マクロス7（巨人B）

1995年
- 獣戦士ガルキーバ（司令）
- 新機動戦記ガンダムW（クライスト）

1998年
- MASTERキートン（アトキンズ）

1999年
- アレクサンダー戦記（フィロタス）
- Bビーダマン爆外伝V（かんちょうボン）

2003年
- E'S OTHERWISE（ドレイク）
- キノの旅 -the Beautiful World-（暗殺者）
- 名探偵コナン（2003年 - 2018年、野中一樹、矢吹敦、塩田哲也、島津輝明 他）

2004年
- MONSTER（マルティン）

2006年
- 桜蘭高校ホスト部（野武）
- BLACK LAGOON The Second Barrage（タカ、河野）
- ラブゲッCHU 〜ミラクル声優白書〜（筑波プロデューサー）

2007年
- 機神大戦ギガンティック・フォーミュラ（皇田力）
- シグルイ（浪人壱）
- DARKER THAN BLACK -黒の契約者-（田原耕造）

2008年
- true tears（能登達三郎）
- 秘密 〜The Revelation〜（岡部靖文）

2009年
- ゴルゴ13（ジョゼッペ・マンガーノ）
- 蒼天航路（張宝）

2012年
- エウレカセブンAO（国務長官）
- 銀河へキックオフ!!（峰祐介）

2013年
- たまゆら〜もあぐれっしぶ〜（暁夫）

2014年
- ばらかもん（半田清明）

2016年
- クレヨンしんちゃん（2016年 - 2017年、銭湯の主人、枕野聡史）

2018年
- 銀河英雄伝説 Die Neue These 邂逅（パストーレ）

### 劇場アニメ
- 超時空要塞マクロス 愛・おぼえていますか（1984年、カムジン03350）
- あいつとララバイ 水曜日のシンデレラ（1987年）
- ルパン三世 風魔一族の陰謀（1987年、風魔A）
- 銀河英雄伝説 新たなる戦いの序曲（1993年、ベルンハルト・フォン・シュナイダー）
- 名探偵コナン 戦慄の楽譜（2008年、堂本弦也[13]）
- テイルズ オブ ヴェスペリア 〜The First Strike〜（2009年、街の人々）

### OVA
- くりいむレモン 黒猫館（1986年、村上正樹[要出典]）※クレジットなし
- 湘南爆走族（1987年 - 1999年、桜井信二〈2代目〉） - 11作品
- 機甲猟兵メロウリンク（1988年、カットレー）
- 銀河英雄伝説（1989年、ベルンハルト・フォン・シュナイダー）
- MEGAZONE23 III（1989年、スールー）
- 装甲巨神Zナイト（1991年、アルフレッド・ゼルダン）
- お洒落小僧は花マルッ（1993年）
- くりいむレモン 続・黒猫館（1993年、村上正樹[要出典]）※クレジットなし
- おさかなはあみの中（1994年、碓井正和）
- 南国少年パプワくん 星降る夜に会いましょう（1994年、サービス）

### ゲーム
1992年
- 超時空要塞マクロス 永遠のラヴソング

1999年
- SDガンダム GGENERATION（1999年 - 2016年、ランス・ギーレン、ジオン兵オペレーター男B〈ZERO・PORTABLE〉） - 8作品
- スーパーロボット大戦コンプリートボックス（ランス・ギーレン、カンツォート・ジョグ）

2000年
- スーパーロボット大戦α / for DC（2000年 - 2001年、ランス・ギーレン、カムジン03350） - 2作品

2003年
- 第2次スーパーロボット大戦α（ランス・ギーレン）
- 超時空要塞マクロス（コンダ、カムジン、僚機）

2008年
- drastic Killer（橘博史）
- マクロスエースフロンティア（カムジン・クラヴシェラ）

2009年
- マクロスアルティメットフロンティア（カムジン・クラヴシェラ）

2011年
- マクロストライアングルフロンティア（カムジン・クラヴシェラ）

2013年
- マクロス30 銀河を繋ぐ歌声（カムジン・クラヴシェラ）

2018年
- ダイダロス: ジ・アウェイクニング・オブ・ゴールデンジャズ（リチャード）

2020年
- 遙かなる時空の中で7（徳川家康）

2024年
- マクロス -Shooting Insight-（カムジン03350）

### オーディオブック
- 婚活マエストロ（2024年、高野豊[17]）

### 吹き替え

#### 担当俳優
ドン・チードル
- ソードフィッシュ（ロバーツ）※DVD版
- フライト（ヒュー・ラング）
- マーベル・シネマティック・ユニバース（ジェームズ・“ローディ”・ローズ / ウォーマシン）
  - アイアンマン2 ※劇場公開版
  - アイアンマン3
  - アベンジャーズ/エイジ・オブ・ウルトロン
  - シビル・ウォー/キャプテン・アメリカ
  - アベンジャーズ/インフィニティ・ウォー
  - キャプテン・マーベル
  - アベンジャーズ/エンドゲーム
  - ファルコン&ウィンター・ソルジャー
  - ホワット・イフ...?
  - シークレット・インベージョン

ユン・ピョウ
- 奇蹟/ミラクル
- 燃えよデブゴン5/モンキーフィスト猿拳
- ヤングマスター 師弟出馬（ジャガー）※フジテレビ版（BD収録）

#### 映画
- アビス ※フジテレビ版
- アフターショック/ニューヨーク大地震（ブルース・サマリン〈マーク・ロルストン〉）
- 阿羅漢
- アルカトラズからの脱出
- アンフォゲタブル（エイブリー〈デヴィッド・ペイマー〉）
- イレイザー※ビデオ版
- エージェント・コーディ ミッション in LONDON（コーディの父）
- オレゴン魂
- 奇蹟の降る空（ピーター・モーリー〈ウィリアム・アームストロング〉）
- キャノンボール
- 蜘蛛女
- グレイス・オブ・マイ・ハート（ジョン・マーレイ〈ブルース・デイヴィソン〉）
- クロオビ・キッズ/メガ・マウンテン奪回作戦（ラスタ）
- 激突!キング・オブ・カンフー/拳王伝説 燃えよファイター
- ザ・マシーン/私のなかの殺人者
- シティーハンター（槇村秀幸〈マイケル・ウォン〉）
- シドニー・シェルダン　時間の砂
- シャロウ・グレイブ
- ジョン・キャンディの大進撃（スチュー〈ケヴィン・ポラック〉）
- 少林寺マスター/少林寺必殺舞扇拳
- スターリングラード
- セブン（マーク・スワー弁護士〈リチャード・シフ〉）
- セブンス・カース（ユアン〈チン・シュウホウ〉）※テレビ朝日版
- ダーティハリー2 ※テレビ朝日版
- ダーティハリー3
- ダブルボーダー
- ツイン・ドラゴン（アンソニー・チェン）※テレビ朝日版
- 遠すぎた橋（バンドルール中佐）※DVD版
- ドラゴンロード
- ナビゲイター ※日本テレビ版
- ネイビー・シールズ（レクサー）※テレビ朝日版
- バーチャルガール（フレッド〈リチャード・ガバ〉）
- フェイク
- 復讐のプレリュード〜大冒険家〜（ブラッキー〈ヴァン・ダークホーム〉）
- ブラッド・ワーク（ジェームズ・ロックリッジ）※テレビ版
- フリージャック
- フル・ブラッド
- マンハッタン恋愛事情
- ミラクル・ワールド ブッシュマン
- 燃えよデブゴン
- 燃えよデブゴン4/ビックポケット！
- 48時間PART2/帰って来たふたり ※日本テレビ版
- ラスト・オブ・モヒカン ※VHS版
- リオ・ロボ（タスカロラ〈クリストファー・ミッチャム〉）
- リービング・ラスベガス（タクシー運転手）
- リトル・ビッグ・フィールド
- 龍拳
- ロシア・ハウス
- 霊幻道士5 ベビーキョンシー対空飛ぶドラキュラ!（ホウ〈チン・シュウホウ〉）
- 霊幻道士7 ラストアクションキョンシー（チュウ〈チン・シュウホウ〉

#### ドラマ
- アリー my Love
- ER Ⅳ 緊急救命室（グレッグ・パウエル〈ジョージ・イーズ〉）
- ER VI 緊急救命室（マイケル〈ルイス・フェレイラ〉〈第11話〉）
- ER VIII 緊急救命室（クリス〈第6話〉）
- ER IX 緊急救命室（キッピー〈第18話〉）
- ER X 緊急救命室（デメトラス〈ケヴィン・フライ〉〈第16話〉）
- ER XI 緊急救命室（ライサンダー・マーチン〈エディ・ジェイミソン〉〈第13話〉）
- ER XIV 緊急救命室（ロニー・ファネカ〈グラント・アルブレット〉〈第8話〉）
- 埋もれる殺意 〜39年目の真実〜（サニル・“サニー”・カーン〈サンジーヴ・バスカー〉）
- FBI: 特別捜査班
- 宮廷女官チャングムの誓い（ネグミ・ジャン）
- 刑事ナッシュ・ブリッジス（エバン・コルテス〈ジェイミー・ゴメス〉）
- 超音速ヒーロー ザ・フラッシュ（ロイ）※日本テレビ版
- デスパレートな妻たち8（アンドレ・ツェラー〈ミゲル・フェラー〉）
- 犯罪捜査官ネイビーファイル（アクセルラッド〈第3話〉、デニー〈第29話〉）
- フレンズ（パウロ〈第1シーズン第7、11、12話、第2シーズン第1話〉）
- プロビデンス（ジェリー・カウフマン〈パトリック・フェイビアン〉）
- フルハウス（フィル〈第181話〉）
- 名探偵モンク1
- ヤングライダーズ
- L.A.ロー 七人の弁護士（イライ〈アラン・ローゼンバーグ〉）

#### アニメ
- ザ・シンプソンズ（ウェイロン・スミサーズ〈初代〉、ティモシー・ラブジョイ牧師〈初代〉、グラウンド・キーパー・ウィリー〈初代〉 他）
  - ザ・シンプソンズ MOVIE（ウェイロン・スミサーズ、ティモシー・ラブジョイ牧師、マイケル・プリチャード 他） ※オリジナル版
- シュレック（シュレック）※初回収録版
- バットマン:ブレイブ&ボールド（マーリン）

### ボイスオーバー
- 地球ドラマチック「世界最古の"コンピューター"〜宇宙を再現!古代ギリシャの技術」
- 日立 世界・ふしぎ発見!
- 美の巨人たち
- 太田和彦のふらり旅　新・居酒屋百選（BS11） - ナレーション（第90回「世界遺産巡りと"散歩の極意"」から担当）

### ラジオドラマ
- 押井守シアター ケルベロス鋼鉄の猟犬（ノイヴィル軍曹）
- G-SAVIOUR（セルリアン）
- レジェンド・オブ・クリスタニア〜はじまりの冒険者たち〜（マティス）

### テレビドラマ
- ギークス〜警察署の変人たち〜 第1話（2024年7月4日、フジテレビ） - バスの運転手 役

### 舞台
- 夢盗人 石川五右衛門 -五月場所-（1995年5月17日 - 23日）亭主
- 劇団岸野組2011年4月公演-「踊る阿呆」（2011年4月2日-10日、本多劇場）

### その他コンテンツ
- 東京国立博物館 特別展「古代ギリシャ -時空を超えた旅-」（2016年） - 音声ガイド（声の出演）[23]
- dTV へうげもの（2018年、千利休）